# عمروان
امروان یک روستا باستانی در ایران است که در دهستان قهاب صرصر واقع شده‌است. امروان ۱۴۱ نفر جمعیت دارد. مردم این روستا عمدتا به شغل دامپروری و کشاورزی مشغول می باشند. 
پسته و بادام یکی از محصولات اصلی این روستا است. روستای امروان یکی از کهن ترین روستاهای ایران است و قدمت آن به دوران اشکانیان باز می گردد. از آثار تاریخی این روستا قلعه بالا قابل ذکر می باشد که بارها هیئت های باستان شناسی مختلفی به آنجا سفر کرده اند. در پیرامون روستای امروان (منطقه یحیی آباد) بقایای بنای تاریخی نقاره‌خانه که در لیست آثار تاریخی شهر دامغان می باشد که در میان تپه‌ها و خرابه‌های متعدد و ویرانه‌هایی از خشت خام بر جای مانده است. در اطراف ویرانه مذکور، تپه‌ها و خرابه‌هایی به چشم می‌خورد که دارای برج‌های دیده‌بانی مخروبه هستند که عده ای معتقدند این خرابه ها باقیمانده ای از شهر تاریخی«قومس» یا «کومش» یا «صددروازه» می باشد. 
از خاندان های مشهور این روستا هوشمند، فخرالدین، زحمتکش ، مقیمیان، عاشوری و امروانی می توان نام برد.

## آداب و رسوم
چند تا از رسم‌های قدیمی این روستا  تعزیه‌خوانی، سینه‌زنی و اجرای دیگر مراسم مذهبی است.این آداب معمولأ در ماه محرم با حضور صدها نفر اجرا میشوند.